# Jevgenij Garsjin
Jevgenij Michajlovitj Garsjin (ryska: Евгений Михайлович Гаршин), född 27 augusti 1860 i Bachmut, guvernementet Jekaterinoslav, död 1931 i Leningrad, var en rysk litteraturvetare. Han var bror till Vsevolod Garsjin.
Garsjin var lärare i rysk litteraturhistoria och efter 1892 utgivare av tidskriften Russkoje bogatstvo. Han författade många skrifter, varibland märks Novgorodskia drevnosti (Novgorods fornminnen, tredje upplagan 1892), Krititjeskie opyty (en samling litterära essäer, 1888) och Russkaja literatura XIX v. (1891, ofullbordad).